# Amtsgericht Worbis
Das Amtsgericht Worbis war ein Gericht der ordentlichen Gerichtsbarkeit in Worbis.

## Geschichte
Von 1849 bis 1879 bestand in Worbis das Kreisgericht Worbis. Im Rahmen der Reichsjustizgesetze wurden reichsweit einheitlich Oberlandes-, Land- und Amtsgerichte gebildet. Das königlich preußische Amtsgericht Worbis wurde mit Wirkung zum 1. Oktober 1879 als eines von 14 Amtsgerichten im Bezirk des Landgerichtes Nordhausen im Bezirk des Oberlandesgerichtes Naumburg gebildet. Der Sitz des Gerichts war die Stadt Worbis. Sein Gerichtsbezirk umfasste den Landkreis Worbis ohne die Teile, die den Amtsgerichten Großbodungen und Heiligenstadt zugeordnet waren. Am Gericht bestanden 1880 drei Richterstellen. Das Amtsgericht war damit ein mittelgroßes Amtsgericht im Landgerichtsbezirk. In Folge der Weltwirtschaftskrise wurden 60 Amtsgerichte auf Grund von Sparverordnungen aufgehoben. Mit der Verordnung über die Aufhebung von Amtsgerichten vom 30. Juli 1932 wurde das Amtsgericht Großbodungen zum 30. September 1932 aufgehoben und sein Sprengel zwischen dem Amtsgericht Bleicherode (Bockelnhagen, Epschenrode, Großbodungen, Hauröden, Kraja, Neustadt, Silkerode, Wallrode und Zwingen) und dem Amtsgericht Worbis (Bischofferode, Haynrode, Jützenbach und Weißenborn-Lüderode) aufgeteilt. Nach dem Zweiten Weltkrieg wurden in der SBZ Länder gebildet. Infolge der Eingliederung des ehemaligen preußischen Regierungsbezirkes Erfurt nach Thüringen war eine Neuordnung der Thüringer Gerichtsbezirkseinteilung notwendig geworden, welche dann auch mittels der Ausführungsverordnung über die Sitze und Bezirke der Amtsgerichte im Lande Thüringen vom 16. September 1949 (Reg.Bl. I S. 55) geschah. Damit kam das Amtsgericht Worbis zum Landgericht Mühlhausen.
In der DDR wurden 1952 die Amtsgerichte aufgehoben und einheitlich Kreisgerichte gebildet. Worbis kam zum Kreis Worbis, entsprechend wurde ein Kreisgericht Worbis gebildet und dem Bezirksgericht Erfurt zugeordnet. Mit dem Thüringer Gerichtsstandortgesetz wurden 1993 das Kreisgericht aufgehoben und erneut ein Amtsgericht Worbis im Sprengel des Landgerichts Mühlhausen eingerichtet. Dieses wurde am 1. April 2006 aufgehoben.